# Skuhrov (ort i Tjeckien, Mellersta Böhmen)
Skuhrov är en ort i Tjeckien.   Den ligger i regionen Mellersta Böhmen, i den centrala delen av landet, 30 km sydväst om huvudstaden Prag. Skuhrov ligger 339 meter över havet och antalet invånare är 355.
Terrängen runt Skuhrov är kuperad åt sydost, men åt nordväst är den platt. Runt Skuhrov är det ganska tätbefolkat, med 100 invånare per kvadratkilometer. Närmaste större samhälle är Beroun, 11,4 km nordväst om Skuhrov. Trakten runt Skuhrov består till största delen av jordbruksmark.